# Eurobeat
Genres dérivés
J-pop,
Genres associés
Freeform hardcore
L'Eurobeat est un genre musical et variante dance-pop britannique dérivé de l'Italo disco et de la hi-NRG, développé puis popularisé au milieu et à la fin des années 1980.

## Histoire

### Prémices
À la fin des années 1970, des musiciens Eurodisco tels que Silver Convention et Donna Summer étaient populaires en Amérique.
Dans les années 1980, une production très soignée avec une « simplicité musicale » à la base — des paroles de type bubblegum pop, des mélodies accrocheuses (dans certains cas italiennes, dans d'autres cas Eurodisco), à des structures de chanson « élémentaires » — une chanson eurobeat britannique moyenne prenait très peu de temps pour être terminée. Venus de Bananarama et Showing Out de Mel and Kim auraient été terminées en un jour, selon Pete Waterman de Stock Aitken Waterman.

### Royaume-Uni
Le trio de producteurs, auteurs-compositeurs et anciens DJs britanniques Mike Stock, Matt Aitken et Pete Waterman étaient impliqués dans la culture des clubs underground britanniques, rencontrant la scène centrée sur la musique soul noire américaine appelée northern soul, la pop-Eurodisco italienne, et les morceaux accélérés inspirés du Motown Sound. En tant que producteurs underground, ils ont cherché à retrouver la « nostalgie » du Motown Sound avec un soupçon d'espièglerie où la simplicité des structures musicales, comme dans l'Italo disco, était privilégiée. Cette formule musicale s'est avérée suffisamment réussie pour être capitalisée, puisqu'ils ont enchaîné les succès dans le top 10 britannique dans les années 1980, au point que leur version de l'Eurobeat est devenue synonyme de la pop britannique dans son ensemble.
Pete Burns du groupe Dead or Alive s'est régulièrement battu avec l'équipe de production pour « [devoir adhérer] à leurs méthodes de production et à leurs concepts » sur lesquels SAW était « assez ferme ». Burns a continué à faire un autre album, produit par Burns et le batteur Steve Coy de Dead or Alive, sans eux, appelé Nude. Epic (sous licence de Sony Europe) était réticent à sortir l'album, mais il s'est avéré être un tel succès au Japon qu'il a été récompensé par le Japan Record Award Grand Prix du meilleur album international de 1989 dans la catégorie « pop » ou « populaire ».

### Italie et Japon

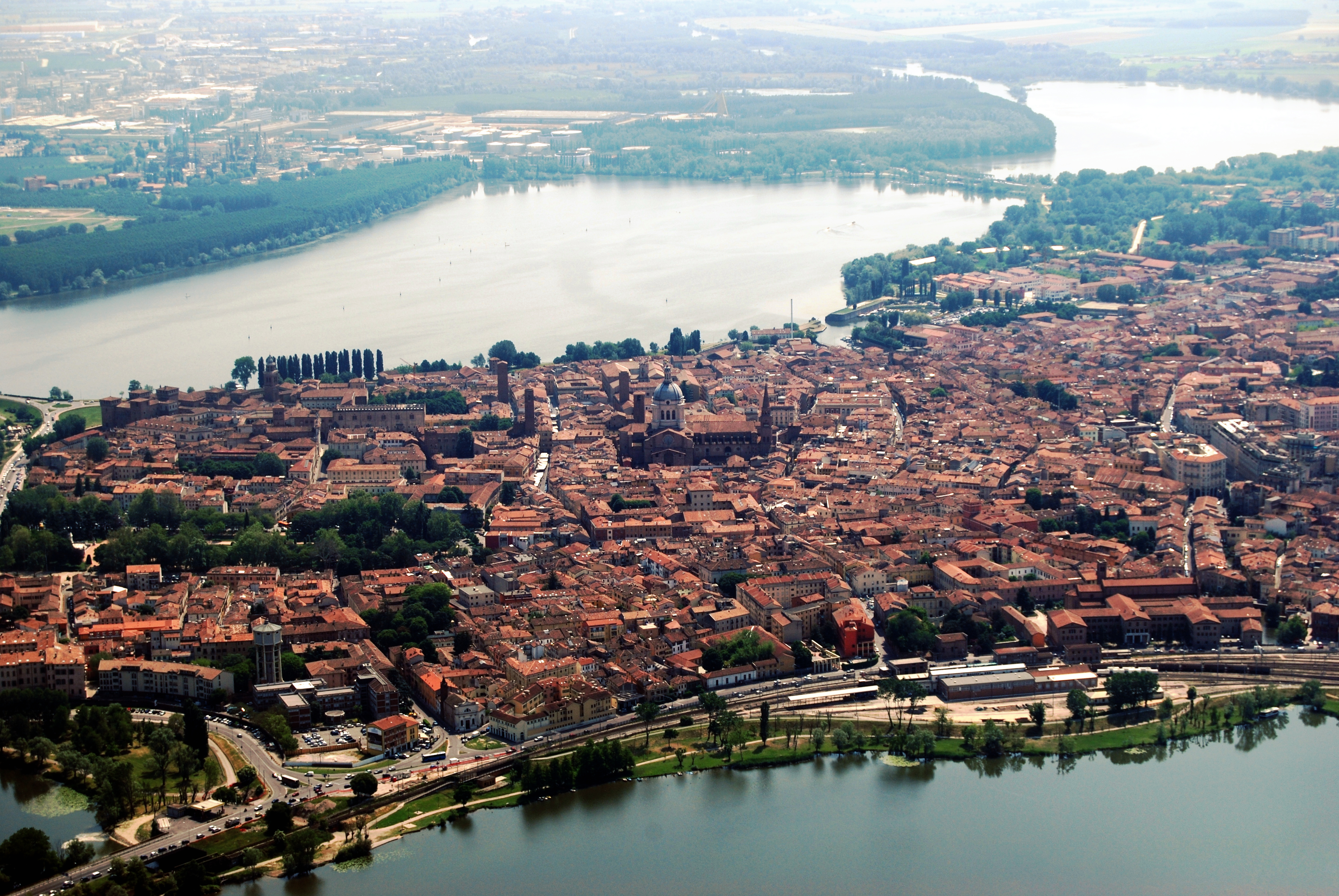
La majeure partie des labels Eurobeat étaient basés dans le Nord de l'Italie, comme à Lugagnano, Brescia et Mantoue.

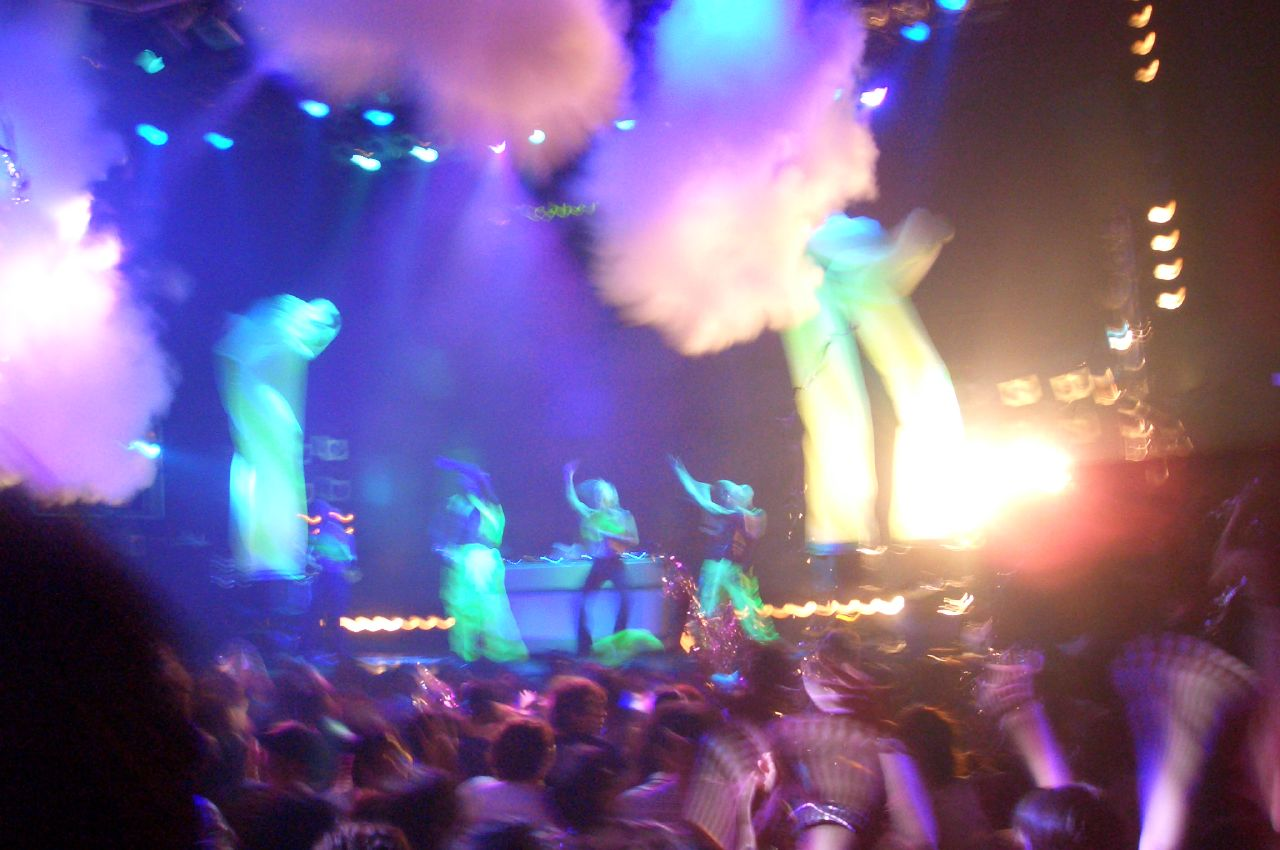
Le Velfarre, une discothèque située à Tokyo, fut l'une des discothèques japonaises où l'Eurobeat était en vogue.

Entretemps au Japon, en 1985, le terme d'« Eurobeat » était attribué aux musiques importées d'Europe. Ces musiques, habituellement Italo disco, étaient principalement composées en Italie et en Allemagne. Cette sonorité représente celles diffusées dans le club Para Para, ayant émergé au début des années 1980. L'Asie de l'Est connait l'Italo disco grâce au succès du groupe allemand Arabesque qui s'est séparé en 1984. Cela n'a pas empêché la sortie de deux singles axés Italo disco en 1985 et en 1986, produits et mixés par Michael Cretu (du groupe Enigma). Le succès en solo de la chanteuse Sandra l'intronise de loin en Asie de l'Est. De nombreux artistes Italo disco s'intéressent alors au genre (principalement italiens et allemands) à la fin des années 1980, les Allemands produisant principalement du son Italo classique tandis que les italiens se lancent dans une nouvelle sonorité spécialement pour l'Asie de l'Est ; de nombreuses compilations font leur apparition et intitulées Eurobeat, Super Eurobeat,, et Eurobeat Flash.
La culture japonaise de la danse Para Para est influencée par l'Eurobeat. Au début des années 1990 alors que la popularité de l'Eurobeat grandit progressivement au Japon, deux japonais, le dirigeant et le manager général d'Avex, un petit magasin d'import musical, décide de commercialiser une compilation. Ils partent alors pour l'Italie et font la rencontre de Giancarlo Pasquini plus tard connu sous le nom de Dave Rodgers, à cette époque futur membre du groupe Italo disco Aleph, et commercialisent finalement le premier CD de Super Eurobeat, qui devient un franc succès, puis relance la popularité de l'Eurobeat au Japon et Hong Kong. Malgré ses origines européennes, la principale part du marché du style Eurobeat s'est toujours focalisée au Japon et Hong Kong. La série anime Initial D, basée sur le manga de Shūichi Shigeno, utilise régulièrement une musique Eurobeat lors de courses entre deux personnages, et dès lors certains fans d'anime se sont intéressés à l'Eurobeat. En 1998, Bemani, une branche vidéoludique de Konami lance Dance Dance Revolution (DDR). Le jeu inclut de nombreuses musiques Eurobeat en provenance de la série des compilations Dancemania distribuées par Toshiba EMI.

## J-Euro
Il existe trois types de musique appelés J-Euro (Japanese Eurobeat). La première concerne les chansons Eurobeat composées en Italie, reprises par des artistes japonais avec des paroles japonaises. Ce type de J-Euro est d'abord apparu au début des années 1990. Les groupes et musiciens notables du genre pouvaient inclure MAX, D&D, V6, Dream, et la « reine du J-pop » Namie Amuro.
La deuxième concerne des chansons J-pop composées au Japon, remixées dans le style Eurobeat par des producteurs Eurobeat italiens. Ce type de J-Euro est apparu pour la première fois dans la compilation Super Eurobeat Vol. 100, avec plusieurs titres de ce type par MAX, Every Little Thing, et Ayumi Hamasaki. Ce type de J-Euro est populaire sur la scène Para Para depuis environ l'année 2000. Avex Trax a lancé la série Super Eurobeat Presents : J-Euro en 2000. Cette série comprenait Ayu-ro Mix 1, 2 et 3, ainsi qu'un quatrième album de remixes ne portant pas la mention Super Eurobeat avec Ayumi Hamasaki, Euro Every Little Thing avec Every Little Thing, Hyper Euro MAX avec MAX, Euro Global avec le groupe Globe, Euro Dream Land avec Dream, J-Euro Best et J-Euro Non-Stop Best notamment.
La troisième concerne les chansons Eurobeat composées au Japon, et chantées par des artistes japonais eux-mêmes. Ce type d'Eurobeat a toujours été présent depuis les années 2000, mais n'a commencé à attirer l'attention que lorsque la scène para para a commencé à promouvoir des chansons dans ce style. La plupart des chansons sont des remixes d'anime ou des reprises de J-pop. Les labels Eurobeat qui proposent ce type de J-Euro sont A-One, Akiba Koubou INC/Akiba Records, Eurobeat Union, Fantasy Dance Tracks, Plum Music, Sound Holic, SuganoMusic, TTL Sound, Takanashi Koubou, et bien d'autres encore.

## Caractéristiques
L'Eurobeat est un genre de musique électronique principalement vocal. Le BPM se situe entre 145 et 170 (la moyenne est 155) tandis que l'Eurodance a un BPM entre 130 et 150 (la moyenne est de 140) et parfois encore plus bas. Par contre, dans ses débuts, l'Eurobeat avait un BPM plus lent (110-130 BPM) ; c'est avec l'âge que la vitesse a accéléré. L'Eurobeat est un genre à la sonorité « happy » et mélodieuse.
Les paroles et les mélodies de l'Eurobeat sont très simples. L'Italo disco, parfois musique rapide et joyeuse comme EDM, avec une ligne de basse séquencée en octaves. Beaucoup de ces morceaux commencent par des guitares, suivies d'un riff de synthétiseur tonitruant et très technique, qui est ensuite répété après le refrain. Les chansons répètent généralement le couplet, le pont et le refrain plusieurs fois au cours de la chanson. Le début ressemble typiquement à une interprétation instrumentale du couplet, du pont et du refrain, tandis que le riff ressemble beaucoup à une version instrumentale du refrain. L'introduction est la partie de la chanson où le beat se construit, ou tout simplement une simple mélodie qui amènera le riff mélodique. Le hook de synthétiseur ou riff entre fans, est la partie de la chanson qui n'utilise pas de paroles et est particulièrement rapide. Les couplets (A-Melo), pré-refrains et refrains sont les parties chantées par l'artiste, le plus souvent dans un anglais simple et clair (compréhensible par les non-anglophones) mais correct. Il est extrêmement rare que l'Eurobeat soit chantée en d'autres langues que l'anglais (ou parfois le japonais).
Les thèmes de l'Eurobeat italien et japonais oscillent habituellement entre l'amour, les sentiments positifs et négatifs, et les voitures (en particulier le drift) comme c'est le cas avec l'anime japonais Initial D.

## Para Para
L'un des mouvements de danse que l'Eurobeat a engendré est le Para Para (パラパラ), un type de danse sociale japonaise inspirée de la musique Eurobeat et exécutée à l'unisson,,.